# Cuca (banda)
Cuca es una banda de rock pesado mexicana originaria de Guadalajara, Jalisco. Formada en 1989 por el músico y pintor José Fors y el bajista Carlos Avilez. El grupo es conocido por temas como "El Son del Dolor" y "Cara de Pizza".
Su primer concierto oficial según la banda fue el 14 de febrero de 1990. Su primer álbum, La Invasión de los blátidos, fue todo un éxito, pues es irreverente, humorístico, con letras y sonido agresivo, ya que aquello en ese tiempo no era popular en la música mexicana.  "Cuca" Es un apócope para cucaracha (cucaracha) y "blátidos" significa blattodea, el cual es el epíteto científico del orden de insectos al cual pertenecen los organismos comúnmente denominados como cucarachas.
En 1999, la banda se disuelve por razones aún no aclaradas. En marzo de 2004, se reunieron para una serie de conciertos en La Concha Acústica del Parque Agua Azul de Guadalajara. Uno de ellos fue editado en DVD y recibió el título de ¡Viva Cuca!.
En 2006, presentan su nuevo material de estudio en años, llamado Con pelotas. En 2015 sale a la venta su sexto álbum La venganza de Cucamonga. En 2017, la banda se reúne para grabar dos álbumes, uno en vivo llamado Cuca vive, y el otro de estudio, llamado Seven, mostrando la 'M' en la portada como una 'V' con dos líneas horizontales menos definidas, aludiendo a "SEVEN", haciendo referencia a que este es su séptimo álbum de estudio.
En 2020, en plena pandemia, sale a la luz el más reciente álbum de Cuca, titulado Pornoblattea, del que desprenden mayor cantidad de sencillos. En julio de 2025, la banda anuncia que está trabajando en nuevo material, el cuál tendría mucha inspiración de música blues.

## Miembros

### Miembros actuales
- José Fors - Voz
- Ignacio González - Batería
- Alex Otaola - Guitarra
- Carlos Avilez - Bajo

### Miembros anteriores
- Alfonso Fors - (vocales en el álbum "La Racha")
- Galileo "Galo" Ochoa - (Guitarra)

## Discografía

### Álbumes de estudio
- 1992: La invasión de los blátidos
- 1993: Tu cuca madre ataca de nuevo
- 1995: La racha
- 1997: El cuarto de Cuca
- 2006: Con pelotas
- 2015: La venganza de Cucamonga
- 2017: Semen
- 2020: Pornoblattea

### Álbumes en vivo
- 2004: Viva Cuca
- 2017: Cuca vive

### Vídeo
- 2005: Viva Cuca DVD

### Recopilaciones
- 1996: Silencio = Muerte: Red Hot + Latin
- 1999: Milenio de rock
- 1999: La buena racha
- 2001: Rock en español: lo mejor de Cuca
- 2006: Este es tu rock: Cuca

### Singles
| Año  | Solo                     | México singles | Colombia Charts | EE. UU. Modern Rock | Álbum                        |
| ---- | ------------------------ | -------------- | --------------- | ------------------- | ---------------------------- |
| 1992 | "Cara de pizza"          | 4              | -               | -                   | La invasión de los blátidos  |
| 1992 | "El son del dolor"       | 1              | 8               | 23                  | La invasión de los blátidos  |
| 1993 | "Mujer cucaracha"        | 9              | 14              | -                   | Tu cuca madre ataca de nuevo |
| 1995 | "Insecticida al suicida" | 3              | 9               | -                   | La racha                     |
| 1995 | "La balada"              | 1              | 5               | -                   | La racha                     |
| 1997 | "Tu flor"                | 1              | 7               | 5                   | El cuarto de Cuca            |
| 2006 | "Mátame antes"           | 3              | -               | -                   | Con pelotas                  |
| 2015 | "Arre Lulú"              | -              | -               | -                   | La venganza de Cucamonga     |
| 2015 | "Más daño"               | -              | -               | -                   | La venganza de Cucamonga     |
| 2017 | "Cosas peligrosas"       | -              | -               | -                   | Seven                        |
| 2017 | "Caperucita Roja"        | -              | -               | -                   | Seven                        |
| 2020 | "Sirenita al revés"      | -              | -               | -                   | Pornoblattea                 |
| 2020 | "No me digas que no"     | -              | -               | -                   | Pornoblattea                 |
| 2020 | "Lo muerto"              | -              | -               | -                   | Pornoblattea                 |
| 2020 | "Por qué no vas?"        | -              | -               | -                   | Pornoblattea                 |